# Église Saint-Julien de Montpezat
L'église Saint-Julien est une église située à Montagnac-Montpezat, en France.

## Localisation
L'église est située sur la commune de Montagnac-Montpezat, dans le département français des Alpes-de-Haute-Provence.

## Historique
L'édifice est inscrit au titre des monuments historiques en 2003.